# 人與生物圈計劃

人與生物圈計劃(MAB)的Logo

教科文组织的人与生物圈计划（MAB）于1971年启动。它属于一项政府间科学计划,旨在为改善人与环境的关系奠定科学基础。人与生物圈计划的工作契合国际发展议程,致力于解决各种生态系统中的科学、环境、社会和发展问题所带来的挑战。这些生态系统囊括了山地、海洋、沿海和岛屿、热带森林、干旱带和城市地区等各种类型。
人与生物圈计划综合运用自然科学、社会科学、经济学和教育来改善人类生计, 加强各种惠益的公平分享,保护自然和人工生态系统, 从而促进以适合当地社会和文化的、环境上可持续的创新方法推动经济发展。
人与生物圈计划为在研究与发展、能力建设和网络建设方面开展合作提供了一个独特平台, 通过这个平台可以就三个相互关联的问题, 即生物多样性丧失，气候变化和可持续发展, 交流信息、知识和经验。它不仅有助于更好地了解环境,而且还促进科学家更多地参与制定明智利用生物多样性的政策。

## 什么是生物圈保护区
生物圈保护区是重要且典型的陆地生态系统、海洋生态系统和海岸带生态系统。每一个保护区都倡导采用将保护生物多样性与其可持续利用相调和的解决方案。生物圈保护区由各国政府提名，并依然属于其所在国的主权范围之内。它们的地位得到国际公认。生物圈保护区是 “支撑可持续科学的保留地“，即用于检验各种跨学科办法的专用地，以了解并管理社会体系与生态系统之间的变化与互动，包括预防冲突和管理生物多样性。
生物圈保护区有三个相互关联的区域, 它们要发挥三个相互补充、相互增强的功能:
- 核心区域包含一个受到严格保护的生态系统, 该系统有助于保护自然景观、生态系统、物种和遗传变异。
- 缓冲区域环绕或紧邻核心区域, 用来开展符合良好生态做法的活动, 包括科学研究、监测、培训和教育。
- 边缘过渡地带属于保护区的一部分, 在那里可以开展大规模活动, 促进社会文化和生态上可持续的经济与人类发展。

## 世界生物圈保护区网络

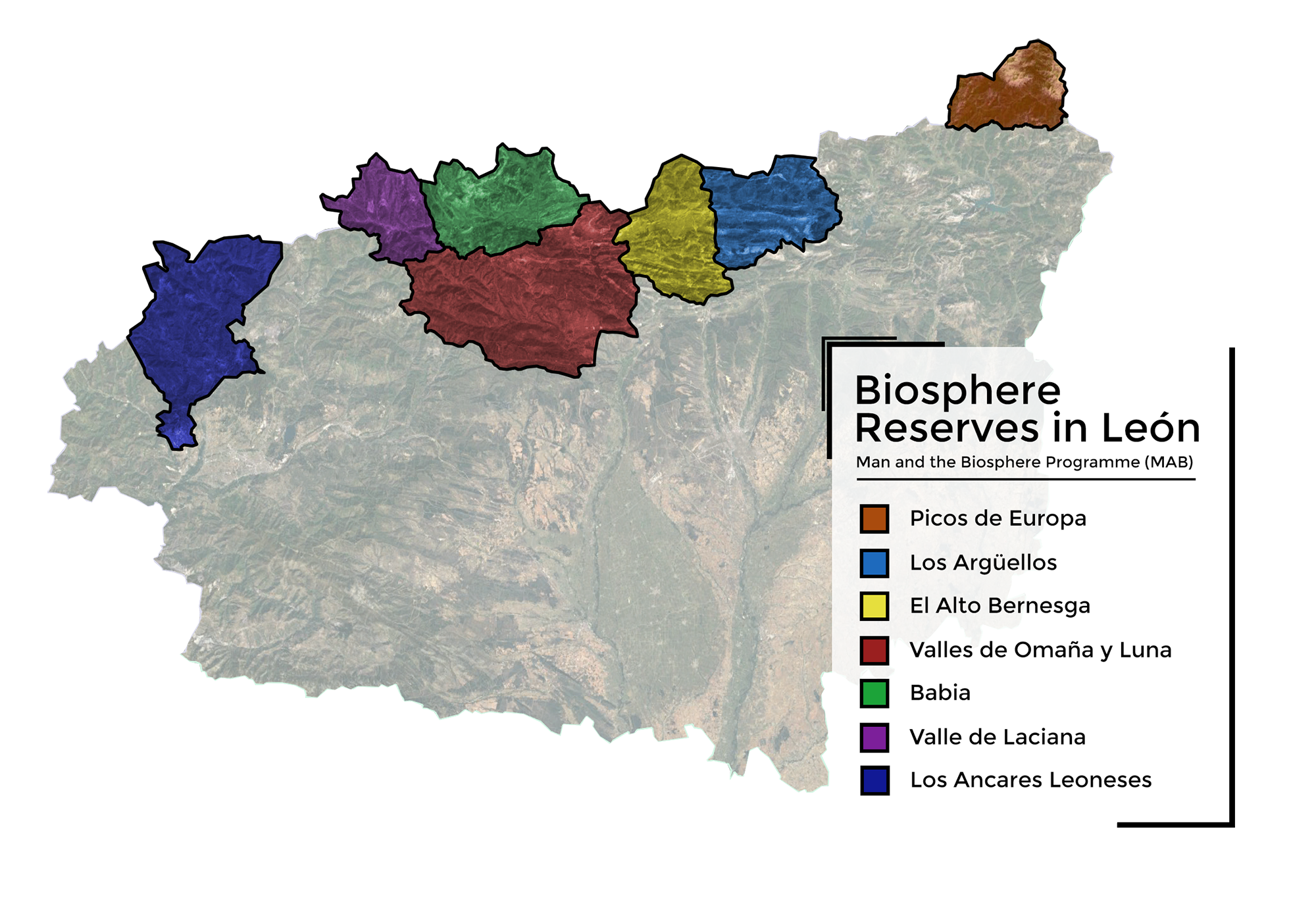
西班牙的莱昂省拥有世界上最集中的生物圈保护区，近17%的领土已宣布为保护区。

人与生物圈计划的世界生物圈保護區網絡(WNBR)由多个相互促进的示范保护区组成。该网络致力于通过参与性对话、知识共享、减贫、增进人类福祉、尊重多元文化价值，促进人与自然的和谐统一, 实现可持续发展。它通过经验和知识交流、能力建设以及倡导最佳做法, 推动南北和南南协作,是促进国际合作的一个独特途径。世界生物圈保护区网络是一个自然环境网络, 专注于开展跨学科研究、能力建设以及通过经济、环境和替代能源的创新结合进行的管理和实验, 以推动可持续发展。1995年,《生物圈保护区塞维利亚战略》和《世界生物圈保护区网络法规框架》建议采取一系列行动, 以确保21世纪的可持续发展。2008年通过的《马德里行动计划》(MAP)以《塞维利亚战略》为基础, 提出了人与生物圈计划和世界生物圈保护区网络2008至2013年间的议程。该计划结束后, 对《马德里行动计划》的成果分析为人与生物圈计划下一阶段 (2014至2021年)提供了指导与依据。

## 生物圈保护区若干统计数据
共有651个生物圈保护区,分布在120个国家里, 其中包括12个跨界保护区。
| 区域             | 国家数量 | 生物圈保护区数量 |
| ---------------- | -------- | ---------------- |
| 阿拉伯国家       | 11       | 28               |
| 非洲             | 28       | 67               |
| 亚洲及太平洋     | 24       | 137              |
| 欧洲和北美       | 36       | 297              |
| 拉丁美洲和加勒比 | 21       | 122              |

全世界生物圈保护区的总面积超过5.7亿公顷。

## 外部連結
- Searchable list of UNESCO World Network of Biosphere Reserves（页面存档备份，存于）
- Frequently Asked Questions on Biosphere Reserve
- A-Z of Areas of Biodiverity Importance: Biosphere Reserves (MAB) （页面存档备份，存于）